# Lamitsch
Lamitsch (niedersorbisch Łomnica) ist ein zum Ortsteil Pfaffendorf gehörender Wohnplatz der Gemeinde Rietz-Neuendorf im Landkreis Oder-Spree in Brandenburg. Bis zur Eingemeindung nach Pfaffendorf am 1. April 1938 war Lamitsch eine eigenständige Gemeinde.

## Lage
Lamitsch liegt rund elf Kilometer nordwestlich von Beeskow und zwölf Kilometer südöstlich von Fürstenwalde/Spree auf der Beeskower Platte. Die Siedlung ist baulich unmittelbar mit dem nördlich gelegenen Pfaffendorf verbunden. Weitere Nachbarorte sind Sauen im Osten, Görzig im Südosten, der Wohnplatz Rietz-Neuendorf im Süden, Krachtsheide und Hartensdorf im Südwesten und Wilmersdorf im Westen.
Die Bundesstraße 168 führt durch den Ort Lamitsch. Die Anschlussstelle Fürstenwalde-Ost an der Bundesautobahn 12 ist rund neun Kilometer von Lamitsch entfernt.

## Geschichte
Erstmals urkundlich erwähnt wurde das Angerdorf Lamitsch im Jahr 1490 mit der Bezeichnung Lamatzsch. Der Ortsname leitet sich von dem niedersorbischen Begriff łamanki ab, der sich hier auf eine nach Windbruch entstandene Siedlung bezieht.
Auf dem Hof der Familie Walter Niesche in Lamitsch wurden 1965 rund 2000 Silbermünzen aus dem Zeitraum zwischen 1270 und 1290 gefunden. Sie wurden wahrscheinlich im 13. und 14. Jahrhundert vergraben. Bei Bauarbeiten neben dem Wohnhaus sei man auf einen Tonkrug gestoßen, welcher sie hervorbrachte. Der Hof sei nie im Besitz einer anderen Familie gewesen – es handle sich also in gewisser Weise um einen Familienschatz. Die Münzen zeugen von einer möglichen früheren Besiedlung des Ortes. Das Ereignis ist als „mittelalterlicher Münzschatzfund von Pfaffendorf-Lamitsch“ nicht nur in die Geschichte des Ortes eingegangen, sondern erlangte auch überregionale Bedeutung.
Bis zum Ende des Kaiserreiches und der damit verbundenen Abschaffung des Adels in Deutschland 1918 bestand im Dorf das „Freiherrliche Lehnschulzengut Plaut-Lamitsch“, ein 106 ha großes, ehemals Freiherrliches Lehngut im Besitz der Familie „Wolwe in Lamitsch“, ursprünglich Plaut-Lamitsch, später Wolff, Kolbatz und Schultze. Bis 1945 waren Hans Georg Schultze und seine Frau Wilhelmine Auguste Margarete Kolbatz-Wolff-von Wolwe die letzten Herren auf bzw. von Lamitsch. Wilhelmines Vater Ludwig wurde nach Ankunft der Roten Armee an der Hauswand erschossen und ihre Mutter Margarete verhaftet. Sie hatten zuvor das Gut inne und haben während des Krieges Zwangsarbeiter beschäftigt, um es zu bewirtschaften. Aus Angst vor der bevorstehenden Verhaftung aufgrund ihrer Nähe zum Nationalsozialismus und ihres Handelns während der Zeit des Dritten Reiches sowie der entschädigungslosen Enteignung ihres Besitzes aufgrund des neuen kommunistischen Systems im sowjetischen Sektor flüchtete die Familie Schultze mit ihren drei Töchtern in den Westteil Deutschlands und kehrte nie zurück. Die jüngere Schwester der Gutsherrin, Anna Viktoria Luise, verblieb mit ihrer Familie im ortsansässigen Wohnhaus und entging außer einer vorübergehenden Enteignung jeglichen Konsequenzen für ihr Handeln am Guts- und Schulzenhof und ihr Engagement für den Nationalsozialismus. Das Gutshaus wurde nach dem Verschwinden der Familie zu einer Unterkunft für Vertriebene aus dem Osten umgebaut und der Hof sowie die dazugehörigen Ländereien später von der ortsansässigen LPG genutzt. Jahrelang blieb das Anwesen ungenutzt und verfiel, bis es in Privatbesitz überging und in Teilen saniert wurde.
Am Rande des Ortes bestand ebenfalls eine Molkerei in der Hand der Familie Roggatz. Sie wurde ebenfalls enteignet und ging in Staatsbesitz der DDR über.
Am 1. April 1938 wurde Lamitsch nach Pfaffendorf eingemeindet. Diese Gemeinde schloss sich am 31. Dezember 2001 mit weiteren Gemeinden des Amtes Glienicke/Rietz-Neuendorf zu der neuen Gemeinde Rietz-Neuendorf zusammen.

## Einwohnerentwicklung
| Jahr | Einwohner |
| ---- | --------- |
| 1875 | 187       |
| 1890 | 207       |
| 1910 | 224       |

| Jahr | Einwohner |
| ---- | --------- |
| 1925 | 215       |
| 1933 | 224       |

Gebietsstand des jeweiligen Jahres